# 国鉄東京北鉄道管理局の歌
国鉄東京北鉄道管理局の歌（こくてつとうきょうきたてつどうかんりきょくのうた）は、1975年12月に発表された国鉄東京北鉄道管理局の局歌。
| サブスタブ | この項目は、まだ閲覧者の調べものの参照としては役立たない、書きかけの項目です。この項目を加筆・訂正などしてくださる協力者を求めています。このテンプレートは分野別のサブスタブテンプレートやスタブテンプレート（Wikipedia:分野別のスタブテンプレート参照）に変更することが望まれています。 |